# 单棘豹鲂鮄
单棘豹鲂鮄（学名：Daicocus peterseni）为豹鲂鮄科单棘豹鲂鮄属的鱼类。分布于日本、印度洋、南非洲以及中国东海、南海等海域。该物种的模式产地在长崎。